# Pointe Percée
La Pointe Percée (2.750 m s.l.m.) è la montagna più alta delle Prealpi dei Bornes nelle Prealpi di Savoia. Appartiene al supergruppo della Catena des Aravis. Si trova nel dipartimento francese dell'Alta Savoia.
Il toponimo significa punta bucata e deriva dal fatto che ha un orifizio nei pressi della vetta.